# ც
Tsan (ცან), este cea de-a douăzeci și șaptea literă a alfabetului georgian.

## Transliterație
| Literă | Nume | Național | ISO 9984 | Laz   | IPA   |
| ------ | ---- | -------- | -------- | ----- | ----- |
| ც      | c'an | Ts ts    | C' c'    | Ts ts | /tsʰ/ |

## Forme
| asomtavruli | nuskhuri | mkhedruli |
| ----------- | -------- | --------- |
|             |          |           |

## Reprezentare în Unicode
- Asomtavruli Ⴚ : U+10BA
- Mkhedruli și Nuskhuri ც : U+10EA